# Wordle
Wordle er en amerikansk webbaseret ordleg skabt i 2021 af  Josh Wardle, som solgte det til New York Times i februar 2022. I januar 2024 var det stadig tilgængeligt  for alle, også ikke-abonnenter.
Spillet foregår på en plade med 5x6 felter, som hver skal rumme et bogstav, der indgår i et ord på fem bogstaver. Når et ord er lagt, bliver felterne grønne, gule eller grå, afhængigt af om bogstavet indgår i dagens opgaveord eller ej, og om det er på sit rette felt.
Der er kun én opgave i døgnet - i Danmark dukker døgnets opgave op kl. 00.00 - og alle skal gætte det samme ord. Opgaveløseren kan dele sin løsning af dagens opgave med sine web-kontakter via en share-funktion, som sender et billede af wordlepladen med farvekoderne uden bogstaver.
Dagens ord udvælges tilfældigt fra en liste på ca. 2.300 amerikansk-engelske ord fembogstavsord. I listen indgår ikke ord, som almindeligvis vil forekomme New York Times-læsere politisk, sprogligt, etisk eller på anden måde kontroversielle.